# Pontecorvo
Pontecorvo é uma comuna italiana da região do Lácio, província de Frosinone, com cerca de 13.280 habitantes. Estende-se por uma área de 88 km², tendo uma densidade populacional de 151 hab/km². Faz fronteira com Aquino, Campodimele (LT), Castrocielo, Esperia, Pico, Pignataro Interamna, Roccasecca, San Giovanni Incarico.

## Demografia
| Variação demográfica do município entre 1861 e 2011                               |
|                                                                                   |
| Fonte: Istituto Nazionale di Statistica (ISTAT) - Elaboração gráfica da Wikipedia |